# Chrysochloa orientalis
Chrysochloa orientalis là một loài thực vật có hoa trong họ Hòa thảo. Loài này được (C.E.Hubb.) Swallen mô tả khoa học đầu tiên năm 1941.